# 紙筆

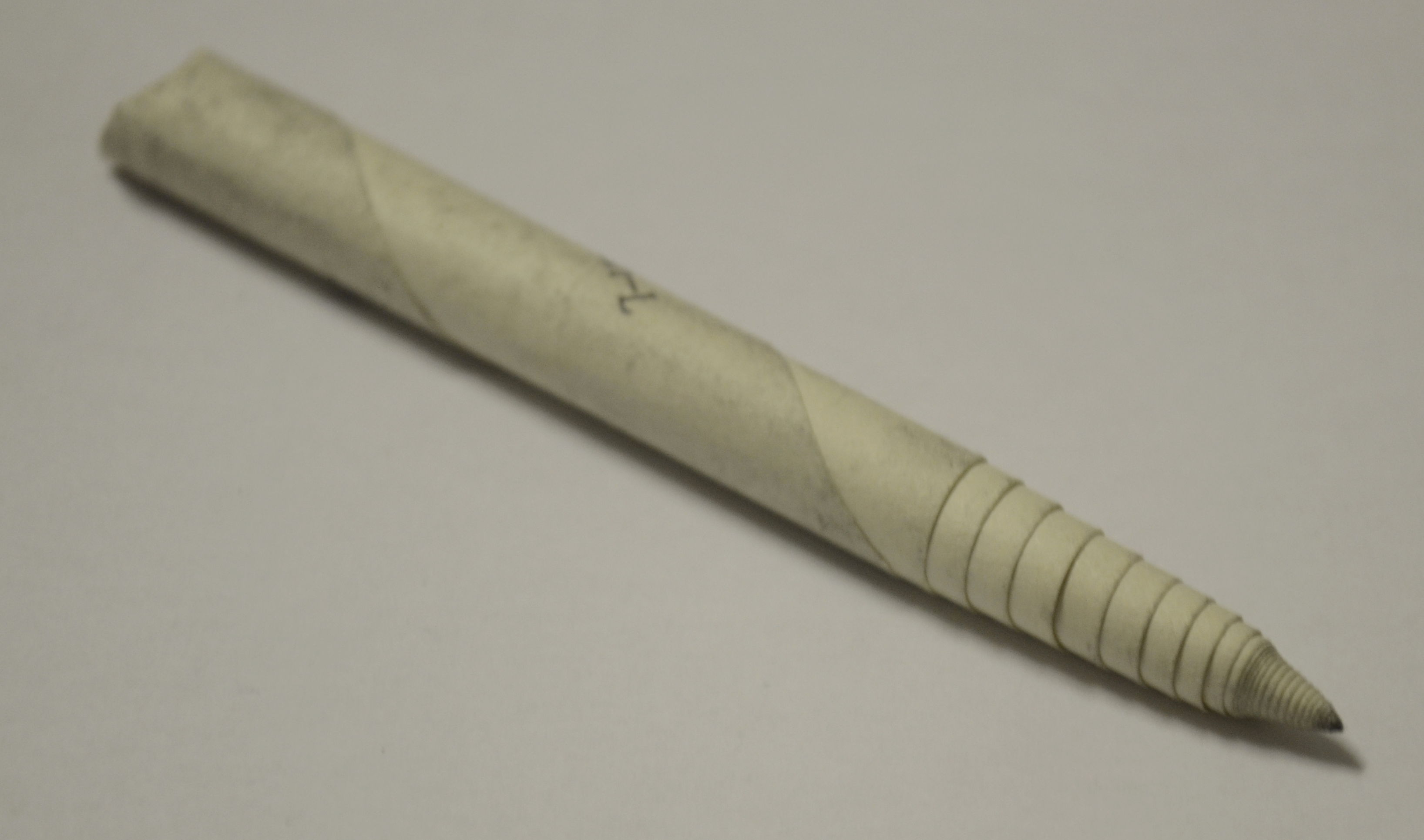
用來壓炭色的紙擦筆

紙筆（Tortillon，原指绘画用的纸卷、皮卷），香港稱之為紙擦筆，中国大陆地区称为擦笔，是一種畫炭筆素描時用來壓炭色的小工具，沒有筆蕊，只是一根壓縮紙捲，適合一些細小的區塊或手指不好壓的部分使用；也可以用於鉛筆素描，作為碎布的替代品來塗抹色塊。髒了的話可用削鉛筆機或是刀片削尖，美術社或大型文具店即有販售。
由於沒有笔芯，只是一根壓縮紙捲，因此不是鉛筆的一種，也沒有顏色上的差別。